# البیا کالچو ۱۹۰۵
البیا کالچو ۱۹۰۵ (به ایتالیایی: Olbia Calcio 1905) باشگاه فوتبال ایتالیایی‌ست که در شهر البیا، ناحیه ساردینیا قرار دارد. البیا در حال حاضر در سری سی بازی می‌کند.